# NGC 2582
NGC 2582 est une galaxie spirale intermédiaire intermédiaire située dans la constellation du Cancer. NGC 2582 a été découverte par l'astronome germano-britannique William Herschel en 1789. Cette galaxie a aussi été observée par l'astronome allemand Max Wolf le 13 février 1901 et elle a été inscrite à l'Index Catalogue sous la cote IC 2359.

## Caractéristiques
Sa vitesse par rapport au fond diffus cosmologique est de 4 653 ± 17 km/s, ce qui correspond à une distance de Hubble de 68,6 ± 4,8 Mpc (∼224 millions d'al).
À ce jour, une mesure non basée sur le décalage vers le rouge (redshift) donne une distance d'environ 70,600 Mpc (∼230 millions d'al). Cette valeur est à l'intérieur des valeurs de la distance de Hubble.
La classe de luminosité de NGC 2582 est I-II et elle présente une large raie HI. Selon la base de données Simbad, NGC 2582 est une galaxie LINER, c'est-à-dire une galaxie dont le noyau présente un spectre d'émission caractérisé par de larges raies d'atomes faiblement ionisés.

## Groupe de NGC 2595
La galaxie NGC 2582 fait partie du groupe de NGC 2595. Ce groupe de galaxies comprend au moins 10 autres galaxies, dont NGC 2595 et NGC 2598.